# Meiacanthus procne
Meiacanthus procne là một loài cá biển thuộc chi Meiacanthus trong họ Cá mào gà. Loài này được mô tả lần đầu tiên vào năm 1976.

## Từ nguyên
Từ định danh procne được đặt theo tên gọi của công chúa Procne trong thần thoại Hy Lạp, người được các vị thần biến thành chim én, hàm ý đề cập đến thùy vây đuôi của loài cá này cong và dài như cánh én.

## Phân bố và môi trường sống
M. procne là loài đặc hữu của vùng biển Tonga, được tìm thấy trên các rạn san hô ở độ sâu đến ít nhất là 16 m.

## Mô tả
Chiều dài chuẩn lớn nhất được ghi nhận ở M. procne là 7 cm. Loài này có màu xanh đen ở thân trên, và màu trắng xanh ở thân dưới và bụng, thân sau có vài đốm đen nhỏ. Vây lưng đen, có dải sọc giữa màu lam xám. Gốc và thùy đuôi màu đen với viền trên và dưới màu lam nhạt, phần trung tâm phía sau của vây trong suốt.
Số gai vây lưng: 4–5; Số tia vây lưng: 25–26; Số gai vây hậu môn: 2; Số tia vây hậu môn: 15–16.

## Sinh thái
Trứng của M. procne có chất kết dính, được gắn vào chất nền thông qua một tấm đế dính dạng sợi. Cá bột là dạng phiêu sinh vật, thường được tìm thấy ở vùng nước nông ven bờ.